# Enrique Figaredo Alvargonzález

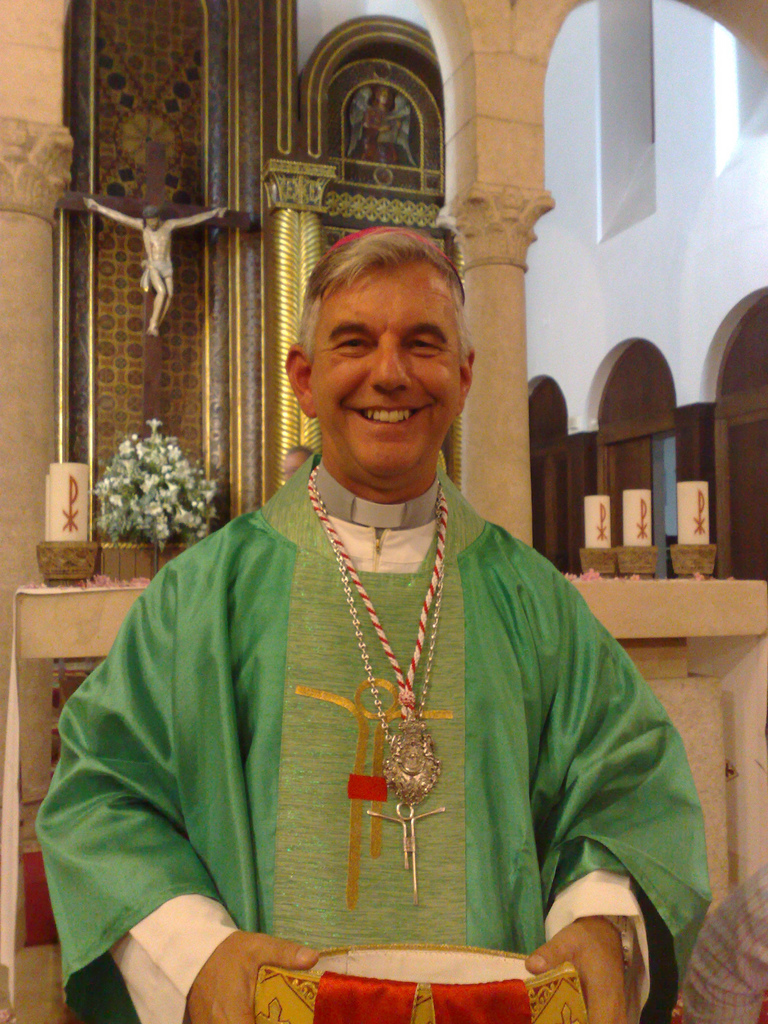

Enrique Figaredo Alvargonzález (* 21. September 1959 in Gijón) ist ein spanischer Priester und Apostolischer Präfekt von Battambang.

## Leben
Enrique Figaredo Alvargonzález trat der Ordensgemeinschaft der Jesuiten bei, legte die Profess am 15. Oktober 1979 ab und empfing am 4. Juli 1992 die Priesterweihe. Papst Johannes Paul II. ernannte ihn am 1. April 2000 zum Apostolischen Präfekten von Battambang und er wurde am 2. Juli desselben Jahres in das Amt eingeführt. 